# Crew Dragon In-Flight Abort Test
Crew Dragon In-Flight Abort Test foi um teste do sistema de aborto da Dragon 2 em voo. Foi lançado dia 19 de janeiro de 2020 as 15:30 UTC da plataforma 39A numa trajetória suborbital onde conduziu a separação e um cenário de aborto na troposfera em velocidade transônica durante o max Q, onde o veículo experimenta a pressão aerodinâmica máxima. O Dragon 2 usou seus motores de aborto SuperDraco, durante o desligamento intencional e prematuro dos motores, para se afastar do Falcon 9. A nave seguiu uma trajetória suborbital até o apogeu, onde o módulo de serviço foi ejetado. Os motores Draco foram então usados para orientar o veículo para a descida. Todas as principais funções foram executadas, incluindo a separação, disparo de motores, liberação do paraquedas e o pouso. Dragon 2 pousou as 15:38:54 UTC pouco além da costa da Flórida no Oceano Atlântico. O objetivo do teste foi demonstrar a capacidade de se mover do foguete em ascensão dentro das condições atmosféricas mais desafiadoras da trajetória do voo, impondo o pior estresse estrutural de um voo real tanto no foguete e na nave. O teste de aborto foi usado com um Falcon 9 Block 5 com um segundo estágio cheio de combustível com um simulador de massa substituindo o motor Merlin.
Antes, este teste estava programado para antes do voo não tripulado, entretanto, a SpaceX e NASA consideraram mais seguro usar uma cápsula real em vez de um artigo de teste para o teste de aborto.
Anteriormente planejava-se que o teste usasse a cápsula C201 do Demo-1, entretanto esta foi destruída numa explosão durante um teste de ignição estática no dia 20 de abril de 2019. A cápsula C205, originalmente planejada para o Demo-2, foi usada no In-Flight Abort Test com a C206 planejada para o Demo-2.
De acordo com a programação atual, esse foi o teste final da nave antes de começar a transportar astronautas para a Estação Espacial Internacional, dentro do Programa de Tripulações Comerciais.
Pouco antes do teste, as equipes completaram os procedimentos para o primeiro voo tripulado, desde quando vestiam os trajes às operações na plataforma. As equipes estão começando as revisões completadas dos dados, que precisam completar antes dos astronautas da NASA voarem no Demo-2.